# Koroncó, Győr-Moson-Sopron
Koroncó  este un sat în districtul Győr, județul Győr-Moson-Sopron, Ungaria, având o populație de 2.041 de locuitori (2011). 

## Demografie
Componența etnică a satului Koroncó
     Maghiari (95,65%)
     Romi (2,17%)
     Necunoscut (0,34%)
     Alții (1,83%)
Componența confesională a satului Koroncó
     Romano-catolici (55,37%)
     Fără religie (10,24%)
     Reformați (2,16%)
     Luterani (1,62%)
     Necunoscută (29,89%)
     Alte religii (1,47%)
Conform recensământului din 2011, satul Koroncó avea 2.041 de locuitori. Din punct de vedere etnic, majoritatea locuitorilor (95,65%) erau maghiari, cu o minoritate de romi (2,17%). Apartenența etnică nu este cunoscută în cazul a 0,34% din locuitori.  Din punct de vedere confesional, majoritatea locuitorilor (55,37%) erau romano-catolici, existând și minorități de persoane fără religie (10,24%), reformați (2,16%) și luterani (1,62%). Pentru 29,89% din locuitori nu este cunoscută apartenența confesională.